# Klamelisaurus
Klamelisaurus là một chi khủng long, được Zhao X. mô tả khoa học năm 1993.